# Sibe Miličić
Sibe Miličić (Brusje na Hvaru, 3. travnja 1886. – Bari, 20. kolovoza 1944.) hrvatski i srpski pjesnik

## Životopis
Sibe Miličić rođen je kao Josip Miličić 1886. godine na Hvaru kao Hrvat, katolik. Na studiju romanistike i slavistike u Beču prihvatio je ideju o Srbiji kao jugoslavenskom Pijemontu te postao uvjereni unitarist. Po završetku studija u privatnim školama u Firenzi, Rimu i Parizu proučavao je slikarstvo. Od 1913. godine gimnazijski je nastavnik u Srbiji. U Prvom svjetskom ratu ordonans je među srpskim dobrovoljcima prvo u Srbiji a potom u Rusiji. Poslije nacističkog bombardiranja Rotterdama 1939. godine gdje je radio u konzulatu Kraljevine Jugoslavije prisjeća se da je Hrvat i vraća se u Zagreb gdje objavljuje knjigu pjesama "Apokalipsa". Rat provodi na Hvaru, po padu Italije 1943. godine odlazi u partizane. Prebacuju ga u Bari, gdje se već nalaze brojni intelektualci iz Dalmacije (Vladimir Nazor, Jure Kaštelan i drugi). Umro je u partizanskoj bolnici u Bariju u ljeto 1944.

## Djela
- Pjesme, Beč, 1909.
- Knjiga radosti, Beograd, 1920.
- Knjiga večnosti, Beograd, 1922.
- Apokalipsa, Zagreb, 1940.
- Deset partizanskih pjesama, Bari, 1944.